# Einfriedung

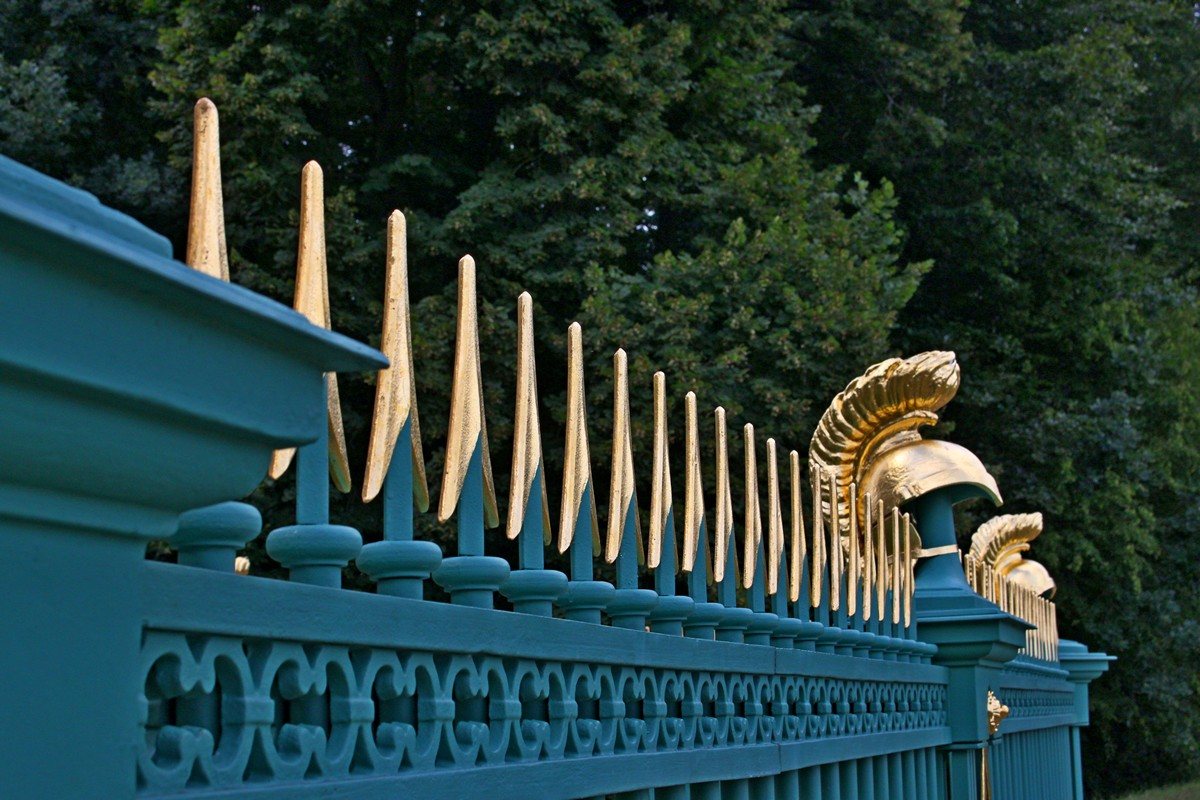
Einfriedung des Heldendenkmals in Rheinsberg

Eine Einfriedung oder Umfriedung (veraltet auch Einfriedigung) ist eine Anlage an oder auf einer Grundstücksgrenze, die dazu bestimmt ist, ein Grundstück ganz oder teilweise zu umschließen und nach außen abzuschirmen, um unbefugtes Betreten oder Verlassen oder sonstige störende Einwirkungen abzuwehren.
Dazu gehören insbesondere Grenzwände, Mauern, Zäune, Hecken, Wälle und Gräben.

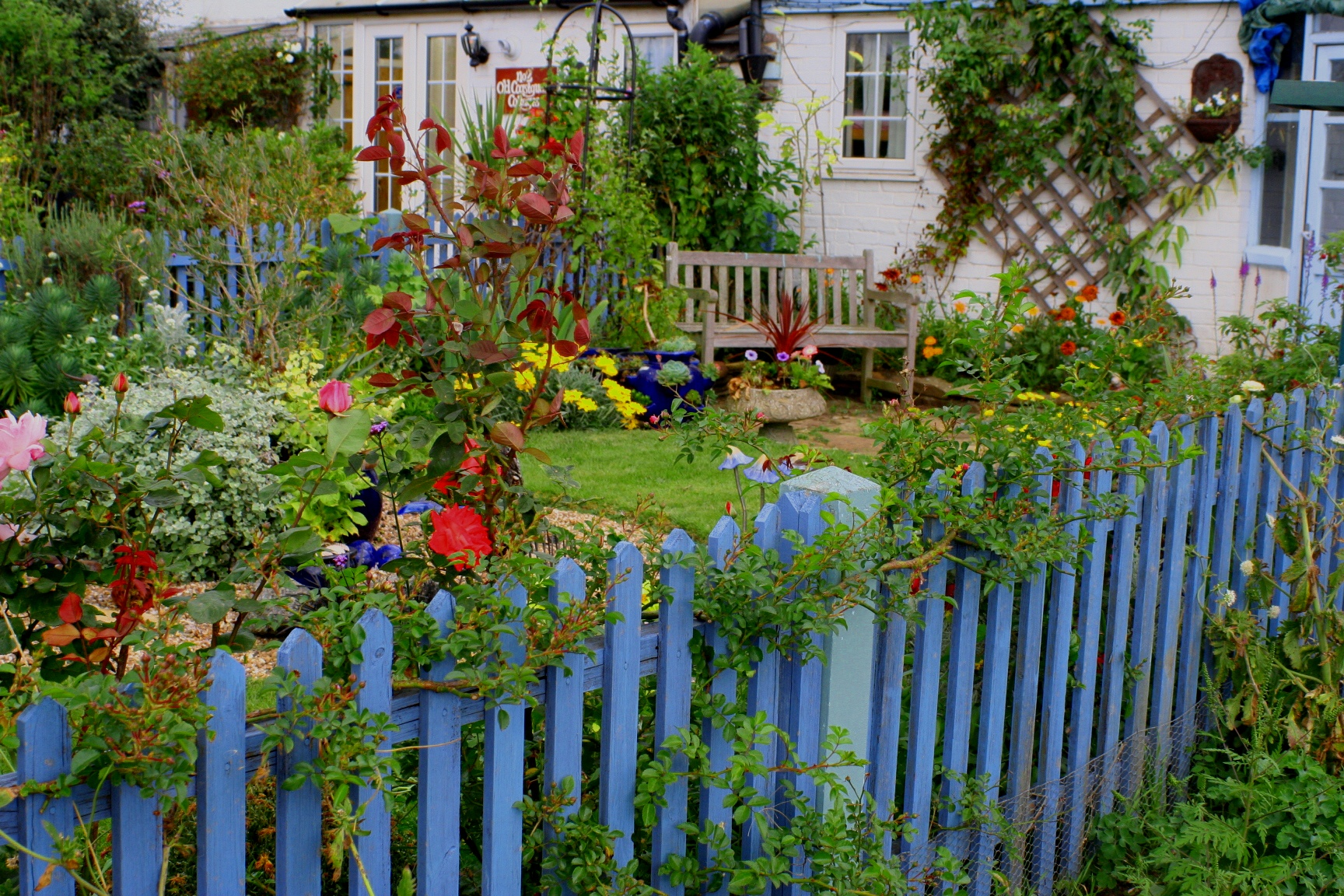
Gartenzaun eines Vorgartens in Pett Level/Sussex

## Etymologie
Das Wort stammt aus dem mittelhochdeutschen Wort „vride“ (Umzäunung, eingehegter Raum oder Friede wie bei Friedhof). Das Landgericht Gießen assoziierte die Einfriedung mit dem Wort Frieden, denn eine Einfriedung soll „das Grundstück oder Teile davon vor der Außenwelt schützen und ein Hindernis darstellen (soll), was von außen her den Frieden des Grundstücks stören oder dessen Nutzung beeinträchtigen könnte“.

## Allgemeines

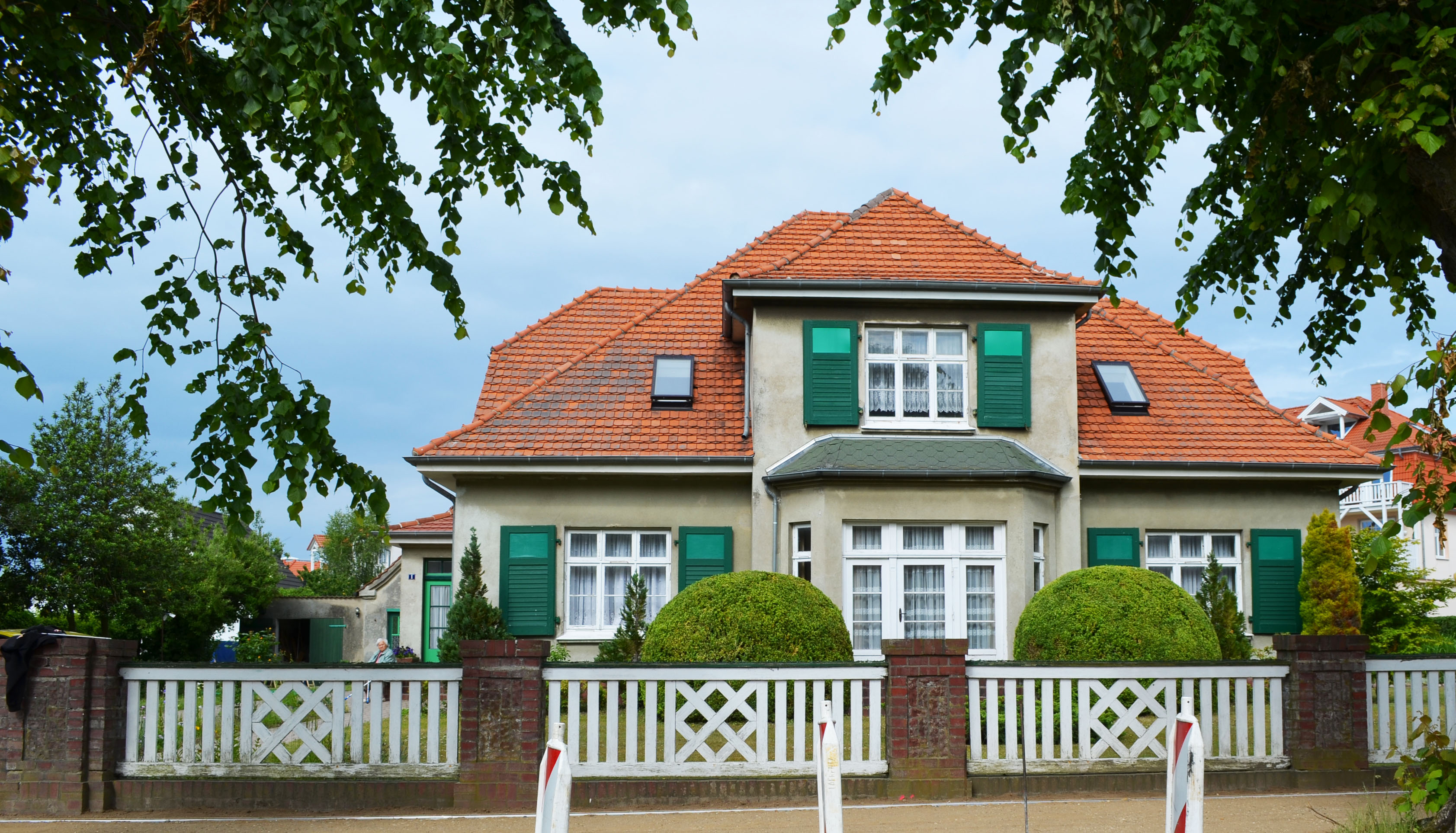
Ein dekorativer Zaun mit massiv gemauerten Pfosten in Kühlungsborn

Einfriedungen schützen vor unbefugtem Betreten, Verlassen oder Einsicht sowie teilweise gegen Witterungs- und Verkehrseinwirkungen (Wind- und Sonnenschutz, Lärm, Schmutz). Sie stellen eine optische Grundstücksgrenze dar, die auch die grundstücksrechtliche Grenze markieren soll. Zuweilen wird auf Schildern das unbefugte Betreten der Grundstücke ausdrücklich verboten. Auf dem Land dienen Umhegungen dem Zweck, Wildtiere abzuwehren, fremdes Nutzvieh abzuhalten und innerhalb der Einfriedung befindliche eigene Haus- oder Nutztiere am Entlaufen zu hindern.
In der Frühen Neuzeit war es mancherorts auch üblich, Felder und Wiesen mit Holzzäunen einzufrieden. Hölzerne Einfriedungen wurden zu Notzeiten entwendet und als Brennmaterial verwendet, wie es etwa aus Waidhofen an der Ybbs im Jahr 1547 berichtet wird.

## Arten

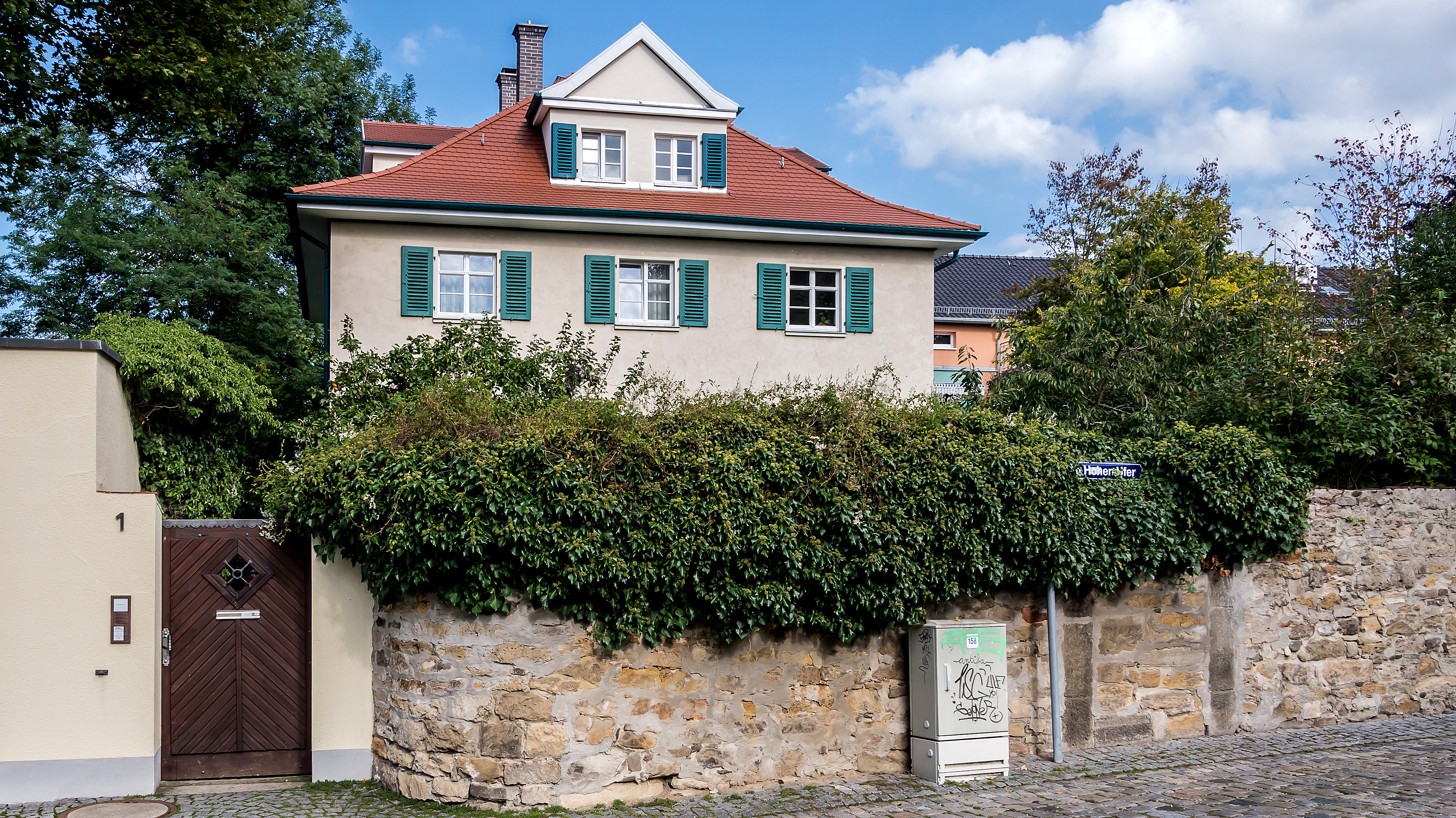
Rund gemauerte und mit Efeu überwachsener Natursteinmauer in Saalfeld

Es wird unterschieden zwischen blickdichten geschlossenen Einfriedungen (z. B. Mauern, Holzwände), und offenen Einfriedungen (z. B. Drahtzäune, Holzlatten), die lichtdurchlässig sind. Geschlossene Einfriedungen können Licht und Aussicht der Nachbarn einschränken.
Der Technologe Johann Christian Gotthard unterschied 1804 zwischen toten und lebenden Einfriedungen und untersuchte detailfreudig die damals zur „Beschützung eines Grundstücks“ verwendeten Materialien und Pflanzenarten, wie die Heckenkirsche.

### Bauliche Einfriedungen

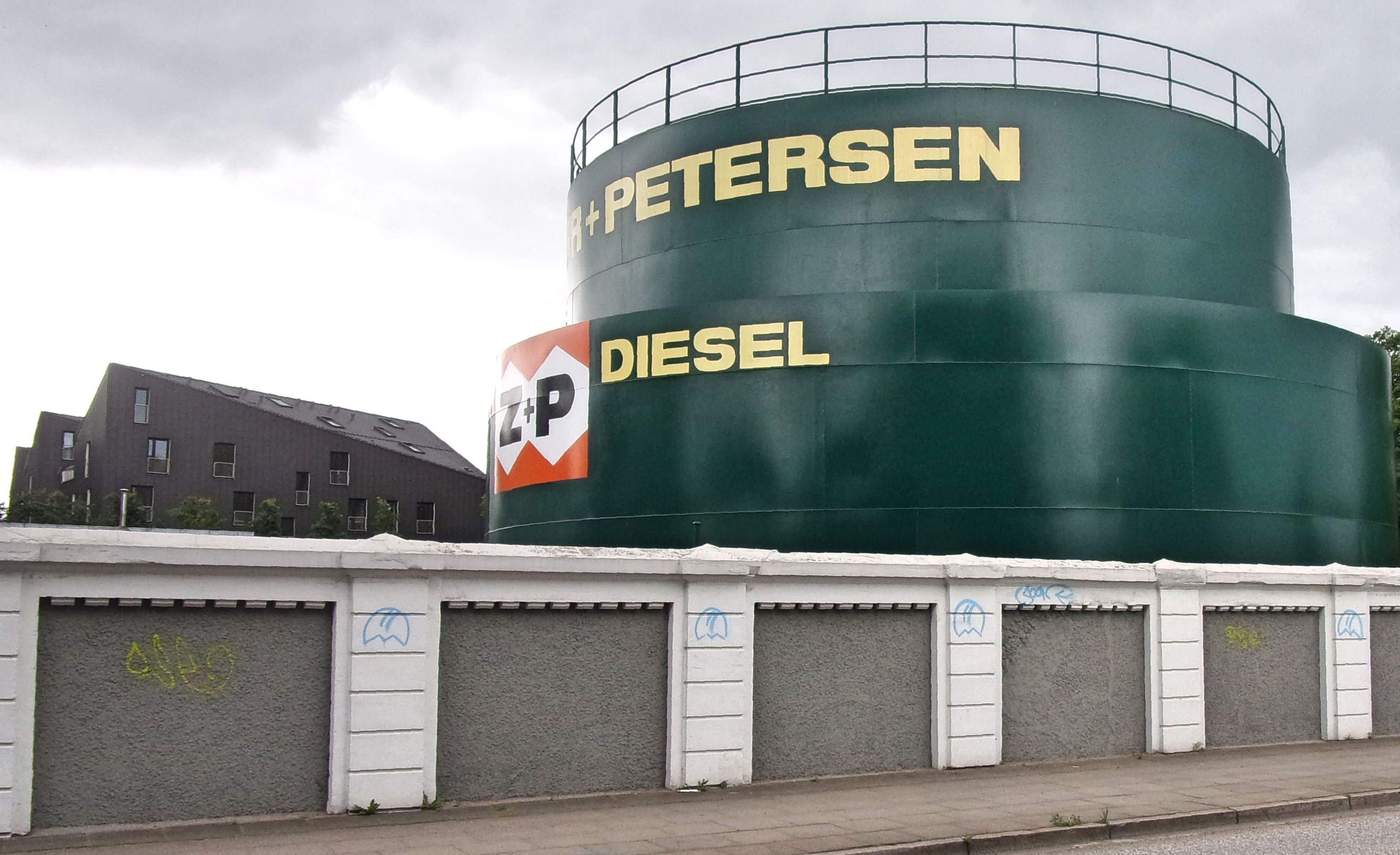
Repräsentative Mauer eines Tanklagers mit klassizistischen Gliederungselementen, Hamburg-Harburg

Gartenmauern (auch als Trockenmauer), Steinriegel (Lesesteinwälle), Erdwälle (auch in Form von Wallhecken), Verhaue und Zäune sind baulichen Anlagen, für die ab einer bestimmten Größe oft eine Baugenehmigung erforderlich ist.
Zur Einzäunung können auch Schranken oder an Pfählen und Riegeln befestigte Stroh-, Schilf- bzw. Rohrmatten dienen.
Ein Graben zur Einfriedung oder Landschaftsgestaltung wird gelegentlich als Aha oder Ha-Ha bezeichnet.
Eine Landwehr (Landgraben) diente als Grenzmarkierung und Einfriedung (Einhegung) ganzer Siedlungen und wird auch als Heege bezeichnet.

### Hecken
Hecken bestehen meist aus Sträuchern oder kleineren Bäumen. Eine aus Baum- und Strauchschnitt angelegte Hecke wird Benjeshecke genannt.
Baumreihen und Alleen markieren eher ein Grundstück, als es einzufrieden.
Pflanzen sind keine baulichen Anlagen im Sinne des Baurechts, so dass hierfür zwar keine Baugenehmigung, aber unter Umständen die Zustimmung der Nachbarn erforderlich ist, wenn die im Nachbarrecht vorgesehenen Grenzabstände nicht eingehalten sind.
Eine Hecke, die als Einfriedung eines Geländes dient, wird als Hag bezeichnet. Ein Gebück ist eine Hecke, deren Gehölze regelmäßig umgebogen und -geknickt werden, um den Pflanzenwuchs zu verdichten und undurchdringlich zu machen. Ein auf einem Erdwall angelegtes Gebück wird auch Knick oder Wallhecke genannt.
Bocage ist eine Landschaft in Frankreich, die von Hecken oder Wallhecken geprägt ist.

## Rechtsfragen
Bei Einfriedungen ist zwischen Zivilrecht, öffentlichem Nachbarrecht und Baurecht zu unterscheiden. Während Nachbar- und Baurecht zum Landesrecht gehören, ist das Zivilrecht bundeseinheitlich geregelt.
Neben den unten aufgeführten Gesetzen können Anwendung finden:
- Gestaltungssatzungen der Gemeinde können für historische Ortsteile z. B. festlegen, dass alle neuen oder zu verändernden baulichen Anlagen „nach Größe und Umriss, nach Maßstab, Form und Stofflichkeit der Oberflächen dem Charakter des Bereiches entsprechen“ müssen.[10]
- Freiflächengestaltungssatzungen der Gemeinde können z. B. festlegen, dass Einfriedungen „gebietstypisch“ auszuführen, Hecken zu bevorzugen und Mauern und Zäune mit „Klettergehölzen oder Hecken“ zu begrünen sind.[11]
- Denkmalrecht:  Wenn es sich beim Grundstück um ein Einzeldenkmal (z. B. ein Gartendenkmal) handelt oder das Grundstück Teil eines Einzeldenkmals („Gebäude mit Grundstück“) oder eines Denkmalensembles ist, muss unter Umständen eine denkmalrechtliche Genehmigung eingeholt werden. Im Denkmalschutzgesetz des Bundeslandes kann etwa formuliert sein: „Einer Erlaubnis der Denkmalschutzbehörde bedarf, wer ein Kulturdenkmal oder Teile davon umgestalten, instand setzen oder im äußeren Erscheinungsbild verändern will […] oder in der Umgebung eines unbeweglichen Kulturdenkmals Anlagen errichten, verändern oder beseitigen will, wenn sich dies auf den Bestand oder das Erscheinungsbild des Kulturdenkmals auswirken kann.“[12]

### Zivilrecht
Im BGB wird zunächst danach unterschieden, wo genau die Einfriedung errichtet werden soll. Der Eigentümer kann sie auf seinem Grundstück oder auf der Grundstücksgrenze gemeinsam mit seinem Nachbarn errichten. Der Grundstückseigentümer hat aus § 903 Satz 1 BGB das Recht, auf seinem Grundstück eine Einfriedigung nach eigenem Ermessen zu errichten. Eine gesetzliche Verpflichtung zur Einfriedung entsteht erst dann, wenn sie durch einen Grundstücksnachbarn verlangt wird. Wer gegen den Eigentümer des Nachbargrundstücks Anspruch auf Einfriedung an der gemeinsamen Grenze hat, kann verlangen, dass nicht neben eine solche Einfriedung eine weitere, andersartige gesetzt wird, welche diese in ihrem ortsüblichen Erscheinungsbild völlig verändert. Um eine gemeinschaftliche Grenzeinrichtung zu umgehen, dürfen Einfriedungen auch auf der Abstandsfläche (früher auch Bauwich genannt) neben der Grundstücksgrenze auf eigenem Grundstück errichtet werden. Auch ohne Einfriedung sind unerlaubte Grenzüberschreitungen durch Menschen, Tiere oder Sachen nach § 1004 BGB abwehrbar und lösen einen Unterlassungsanspruch gegen den Störer aus.
Zudem werden Einfriedungen in § 586 BGB ausdrücklich im Pachtrecht und in den § 921, § 922 BGB als Einrichtung erwähnt. Danach wird die Einfriedung auf der gemeinsamen Grundstücksgrenze mit Einwilligung des Nachbarn kraft Gesetzes zu einer Grenzeinrichtung, die Miteigentum der beiden Nachbarn darstellt und deshalb nur noch mit Einwilligung des Nachbarn verändert oder beseitigt werden kann.

### Nachbarrecht
Die Nachbarrechtsgesetze der meisten Bundesländer enthalten Regelungen zur Einfriedung von Grundstücken an oder auf der Grenze zu Nachbargrundstücken, um nachbarliche Streitigkeiten zu vermeiden und eine Lösung zum Ausgleich der widerstreitender Interessen der Nachbarn anzubieten.
Innerhalb eines im Zusammenhang bebauten Ortsteils ist der Eigentümer eines Grundstücks teilweise auf Verlangen des Eigentümers des Nachbargrundstücks verpflichtet, sich an den Kosten für eine ortsübliche Einfriedung entlang der gemeinsamen Grenze zu beteiligen (§ 32 Abs. 1 NachbG NW). „Ortsüblich“ ist eine Einfriedung, wenn sie im betroffenen Ortsteil oder in einer geschlossenen Siedlung häufiger vorkommt. Das Erfordernis der Ortsüblichkeit bildet nicht nur den Maßstab dafür, welche Art der Einfriedigung ein Nachbar nach § 37 Abs. 1 NachbG NW zu welchen Kosten hinnehmen muss; es bestimmt darüber hinaus im beiderseitigen Interesse auch die zweckgerechte und ästhetisch zumutbare Ausgestaltung der Einfriedung. Ist eine ortsübliche Einfriedung nicht feststellbar, gilt oft ein Maschendrahtzaun mit einer Höhe von 1,20 Metern als Maßstab. Palisadenartige Einfriedungen aus Eisenbahnschwellen und zwei Meter hohe Steinmauern wurden in einem Urteil des Bundesgerichtshofs als nicht ortsüblich angesehen. Der Nachbar kann die Beseitigung einer freiwilligen Einfriedung verlangen, wenn diese nicht ortsüblich ist.
Falls keine abweichende Ortsüblichkeit festzustellen ist, sehen die Nachbarrechtsgesetze der Bundesländer folgende Ausführung vor:
- Berlin: ca. 1,25 m hoher Maschendrahtzaun (§ 23; Beschaffenheit)
- Brandenburg: ca. 1,25 m hoher Maschendrahtzaun (§ 32; Beschaffenheit)
- Hamburg: durchbrochene Einfriedigungen bis 1,50 m (§ 11, Einfriedigung)
- Hessen: ca. 1,20 m hoher Maschendrahtzaun (§ 15; Beschaffenheit)
- Niedersachsen: bis zu 1,20 m hoher Zaun (§ 28; Beschaffenheit der Einfriedung)
- Nordrhein-Westfalen: ca. 1,20 m hohe Mauer oder Zaun (§ 35; Beschaffenheit)
- Rheinland-Pfalz: Nur wenn ein Grundstückseigentümer nach § 39 („Einfriedungspflicht“) aufgrund wesentlicher Beeinträchtigungen, die vom Nachbargrundstück ausgehen, vom Nachbar verlangen kann, dass dieser eine Einfriedung errichtet, gilt, dass eine ortsübliche Ausführungsart gewählt werden muss. Ist diese nicht feststellbar, wird 1,20 m hoher Zaun aus festem Maschendraht als ortsüblich angesehen. Die Absicht, eine Einfriedung zu errichten, zu beseitigen, zu ersetzen oder wesentlich zu verändern, ist dem Nachbarn zwei Wochen vor Beginn der Arbeiten anzuzeigen.
- Saarland: 1,20 m hoher Zaun aus festem Maschendraht (§ 43; Einfriedungspflicht)
- Sachsen-Anhalt: bis 2,00 m hoher Zaun (§ 23; Anforderungen an Grundstückseinfriedungen); es ist umstritten, ob diese Anforderung (wie in Rheinland-Pfalz) nur gilt, wenn ein Grundstückseigentümer aufgrund wesentlicher Beeinträchtigungen auch nach § 22 verlangen kann, dass der Nachbar die Einfriedung errichtet
- Schleswig-Holstein: ein etwa 1,20 m hoher Zaun aus Maschendraht (§ 31; Beschaffenheit der Einfriedigung)
- Thüringen:  - wie Rheinland-Pfalz -

Neben den Nachbarschaftsgesetzen und Landesbauordnungen kann die Gestaltung von Einfriedungen in weiteren baurechtlichen Vorschriften geregelt sein. So erlassen manche Kommunen gezielt Einfriedungssatzungen und auch Bebauungspläne können diesbezügliche Regelungen enthalten.

### Baurecht
In den Landesbauordnungen ist die Genehmigungsfreiheit bestimmter baulicher Anlagen vorgesehen (z. B. §§ 65, 66 BauO NW). Keiner Genehmigung bedürfen Anlagen und Einrichtungen von geringer Bedeutung, zu denen auch Einfriedungen gehören.
Die Musterbauordnung (MBO) bestimmt in § 61 Nr. 7, dass „Mauern einschließlich Stützmauern und Einfriedungen mit einer Höhe bis zu 2 m, außer im Außenbereich“ sowie „offene, sockellose Einfriedungen“ von land- oder forstwirtschaftlichen Betrieben ohne Höhenbegrenzung verfahrensfrei sind, d. h. keiner Baugenehmigung bedürfen. In § 6 (8) Absatz 3 ist vorgesehen, dass „Stützmauern und geschlossene Einfriedungen in Gewerbe- und Industriegebieten, außerhalb dieser Baugebiete mit einer Höhe bis zu 2 m“ ohne Rücksicht auf die ansonsten erforderlichen „Abstandsflächen“, also auch direkt an der Grundstücksgrenze errichtet werden dürfen.
In einzelnen Bundesländern kann die Höhe von Einfriedungen im Bauordnungs- und im Nachbarschaftsrecht unterschiedlich geregelt sein. Z. B. in Nordrhein-Westfalen: Nach § 65 Abs. 1 BauO NW sind Einfriedungen bis zu zwei Metern, an öffentlichen Verkehrsflächen bis zu einem Meter Höhe über der Geländeoberfläche und offene Einfriedungen für landwirtschaftlich oder forstwirtschaftlich genutzte Grundstücke im Außenbereich bauordnungsrechtlich genehmigungsfrei. Und erst darüber hinaus gehende Anlagen entfalten auch gebäudegleiche Wirkungen, wodurch die Einhaltung von Abstandsflächen erforderlich wäre. Das bedeutet aber auch, dass eine Einfriedung zwischen zwei Grundstücken bis zu zwei Metern zwar genehmigungsfrei bleibt, aber nach Nachbarrecht nicht ortsüblich ist und deshalb vom Nachbarn nicht geduldet werden muss.
Eine bloße Grenzmarkierung ist noch keine Einfriedung.

### Strafrecht
In Deutschland stellt § 123 StGB den Hausfriedensbruch unter Strafe. Primär schützt dieses Verbot geschlossene Räume, es gilt jedoch auch für offene Flächen, sofern diese eingefriedet sind („befriedetes Besitztum“). Unter „befriedetem Besitztum“ wird ein mit Schutzmaßnahmen, die ein äußerlich wirkendes, physisches Hindernis darstellen, gegen willkürliches Eindringen gesichertes Grundstück verstanden. Eine bauliche Einfriedung muss strafrechtlich keineswegs unüberwindlich sein, sondern nur die (optische) Eingrenzung des Grundstücks erkennbar machen. Hierbei ist nicht wesentlich, ob die Einfriedung in der Lage ist, das Eindringen zu unterbinden, sondern dass es für jedermann erkennbar ist, dass ein Eindringen nicht erwünscht ist. Daher reicht rechtlich z. B. bereits eine Flatterleine.